# رومي أمارو
رومي ي. أمارو (بالإنجليزية: Rommie Amaro)‏ أستاذة في الكيمياء والكيمياء الحيوية ومديرة الموارد الحسابية الطبية الحيوية الوطنية في جامعة كاليفورنيا، سان دييغو. ركزت أبحاثها على تطوير طرق حسابية في الفيزياء الحيوية لتطبيقات اكتشاف العقاقير.

## النشأة والتعلم
نشأت أمارو في شيكاغو وحصلت على شهادة البكالوريوس في الهندسة الكيميائية من جامعة إلينوي في أوربانا شامبين في عام 1999. قضت سنتين كعالمة طاقم في شركة كرافت فودس قبل ان أن تعود إلى جامعة إلينوي في أوربانا شامبين للدراسات العليا حيث تلقت هناك شهادة الدكتوراه في الكيمياء سنة 2005 للعمل مع زايدا لوثي-شولتين في الفيزياء الحيوية الحاسوبية. بعد التخرج أصبحت زميلة مع أندرو مكامون في بحوث ما بعد الدكتوراه في جامعة كاليفورنيا، سان دييغو.

## المهنة الأكاديمية
انضمت أمارو إلى هيئة التدريس في جامعة كاليفورنيا، إيرفين عام 2009، مع تعيينات جزئية في أقسام العلوم الصيدلية وعلوم الحاسوب والكيمياء. حصلت على جائزة المبتكر الجديد لمعاهد الصحة الوطنية في عام 2010 وعلى جائزة المهنة الرئاسية المبكرة للعلماء والمهندسين في عام 2010. عادت إلى جامعة كاليفورنيا سان دييغو عام 2012 في قسم الكيمياء والكيمياء الحيوية ومديرة الموارد الحسابية الطبية الحيوية الوطنية في جامعة كاليفورنيا، سان دييغو في 2014. أكد عمل أمارو على فائدة الحوسبة للأغراض العامة على وحدات معالجة الرسومات لتطوير طرق المحاكاة الجزيئية حصلت على منحة بحثية من إنفيديا (NVIDIA) في عام 2013 لمواصلة تطوير منصة كودا (CUDA). أمارو نشطت أيضاً في مجال الاتصال العام والتواصل العلمي؛ فازت طالبة في المدرسة الثانوي كانت أمارو شاركت في إرشادها بمسابقة سيمينس في الرياضيات والعلوم والتكنولوجيا عام 2013، ومعرض علوم جوجل عام 2013، وعام 2014 البحث عن المواهب العلمية من انتل.